# 성효현
성효현(成孝現), 1955년 ~ )은 대한민국 이화여자대학교 교수이다. 

## 학력
- 이화여자대학교 사회생활학 학사
- 이화여자대학교 대학원 사회생활학 석사
- 캘리포니아대학교 대학원 지리학 박사

## 경력
- 2009.03 ~ 국제수로기구 해저지형도운영위원회 위원
- 한국지도학회 회장
- 한국해양지명위원회
- 한국 GIS학회 부회장
- 2008 ~ 이화여자대학교 사범대학 사회생활학과 교수
- 2006 ~ 2008 이화여자대학교 총무처 부처장
- 2004 ~ 2006 이화여자대학교 사범대학교 부총장
- 2001 ~ 2004 이화여자대학교 사회학부 학과장
- 1990 이화여자대학교 교수